# Indice di gravità degli infortuni
L'indice di gravità di infortuni (anche detto impropriamente gravità infortuni) è un indice che esprime la gravità degli infortuni sul lavoro in giornate perse convenzionali per migliaia di ore lavorate, moltiplicato per mille (103) in modo da evitare valori numericamente troppo piccoli.
Tale indice è di validità generale, ed essendo normalizzato in relazione alla categoria di gravità, si presta ad effettuare comparazioni di ogni tipo.
Nel calcolo della gravità degli infortuni si può fare riferimento, anziché al totale complessivo, a tre diverse categorie la cui gravità è espressa in giornate perse convenzionali:
- Infortuni che hanno causato inabilità temporanea, dove la gravità coincide con il numero di giornate perse
- Infortuni che hanno causato inabilità permanente, dove la gravità è calcolata moltiplicando i punti di invalidità di ciascun caso per 75, ed è espressa in numero di giornate perse convenzionali
- Infortuni mortali, dove la gravità è calcolata moltiplicando ciascun caso di morte per 7.500 (corrispondenti al numero di giorni lavorativi medi nel corso di tutta la vita di un lavoratore), ed è espressa in numero di giornate perse convenzionali.

Il totale complessivo è calcolato come somma delle giornate perse convenzionali per ciascuna delle tre categorie.

## Significato degli elementi costitutivi
- Gravità = numero di giornate perse convenzionali per effetto di inabilità temporanea, inabilità permanente e morte.
- Ore lavorate = ore lavorate nella medesima situazione dove si sono verificati gli infortuni di cui si è calcolata la gravità.